# ليموج (دائرة إدارية)
ليموج (بالفرنسية: Arrondissement de Limoges)‏ هي دائرة إدارية فرنسية، في فرنسا، تقع في فيين العليا، بلغ عدد سكانها 298,385  نسمة وذلك حسب إحصائيات سنة 2015، عاصمتها ليموج، تبلغ مساحتها 2,945 كيلومتر مربع.

## التقسيمات الإدارية
- Canton of Aixe-sur-Vienne [الإنجليزية]‏
- Canton of Ambazac [الإنجليزية]‏
- canton of Châlus  [لغات أخرى]‏
- canton of Châteauneuf-la-Forêt  [لغات أخرى]‏
- Canton of Eymoutiers [الإنجليزية]‏
- canton of Laurière  [لغات أخرى]‏
- canton of Limoges-Beaupuy  [لغات أخرى]‏
- canton of Limoges-Carnot  [لغات أخرى]‏
- canton of Limoges-Centre  [لغات أخرى]‏
- canton of Limoges-La Bastide  [لغات أخرى]‏
- canton of Nexon  [لغات أخرى]‏
- canton of Nieul  [لغات أخرى]‏
- canton of Pierre-Buffière  [لغات أخرى]‏
- canton of Saint-Germain-les-Belles  [لغات أخرى]‏
- Canton of Saint-Léonard-de-Noblat [الإنجليزية]‏
- Canton of Saint-Yrieix-la-Perche [الإنجليزية]‏
- canton of Limoges-Émailleurs  [لغات أخرى]‏
- canton of Limoges-Isle  [لغات أخرى]‏
- canton of Limoges-Landouge  [لغات أخرى]‏
- canton of Limoges-Couzeix  [لغات أخرى]‏
- canton of Limoges-Cité  [لغات أخرى]‏
- canton of Limoges-Le Palais  [لغات أخرى]‏
- canton of Limoges-Condat  [لغات أخرى]‏
- canton of Limoges-Panazol  [لغات أخرى]‏
- canton of Limoges-Corgnac  [لغات أخرى]‏
- canton of Limoges-Puy-las-Rodas  [لغات أخرى]‏
- canton of Limoges-Grand-Treuil  [لغات أخرى]‏
- canton of Limoges-Vigenal  [لغات أخرى]‏.